# 통일전선
통일 전선(統一戰線, 영어: united front)이란 공동의 적을 물리치기 위해 별개의 집단들이 합작하여 전선을 통일하는 것이다(국공합작 같은 것). 여기에 비유하여 사회운동에 있어 공동의 목적을 위해 여러 정당이나 단체가 합작하는 것, 또는 그 조직체 역시 통일전선이라 한다.
1921년 코민테른 제3차 대회에서 노동자 계급이 다수를 획득하는 프롤레타리아 통일전선전술이 제기되었다. 하지만 사회 파시즘 노선에 의하여 공산당과 사민주의 정당의 통일전선은 불가능했기에 독일에서 나치의 승리를 막을 수 없었다. 그 뒤 에스파냐의 인민전선을 비롯해 각국에서 모색이 이루어졌으나, 소련에 가까운 공산주의 정당들 때문에 상충과 갈등이 생겨 와해하는 경우가 많았다.
1935년 코민테른 제7차 대회에서 게오르기 디미트로프 주도로 반파쇼인민전선전술이 채택되었다. 이후 공산주의자들은 산업노동자, 빈농 외에도 다른 반파쇼 군중을 흡수하는 것을 제일의 목표로 내세웠다.
한편 공산권 국가에서는 국내세력과의 협력관계 구축을 위해 공산당 주도로 통일전선이 구축되었고, 현재도 중공에서는 통일전선조직으로서 중국인민정치협상회의가 있고, 중국공산당에는 통일전선 담당 부서로 통전부가 있다.
일본사회당은 중도 사회민주주의에서 레닌주의까지 정파들이 포괄된 정당으로서 그 자체가 통일전선의 성격을 가지고 있었다. 한편 사회당과 공산당의 사공공투, 혁신통일 역시 통일전선운동이었다.

## 중공의 통일전선 전술
중공의 통일전선은 전통적으로 인민 전선의 형태를 가지며, 여덟개의 정당, 중국인민정치협상회의, 중국국제무역촉진위원회, 중화전국공상업연합회 등의 조직을 포함한다.  시진핑 주석 아래에서, 통일전선의 영향은 크기와 규모면에서 확장되었다.  통일전선은 중국공산당 중앙통일전선공작부에서 주로 담당하고 있지만 유일한 부서는 아니며, 중국인민정치협상회의 또한 비슷한 임무를 담당한다. 중국 정부 산하의 다양한 부속기관들이 조직되어 있으며, 이들은 공식, 비공식적인 전술을 실행한다.

## 북한의 통일전선 전술
북한은 미국을 축출하고 남한 정권을 타도하는데 남한 내에 존재하는 공산 세력의 힘만 가지고서는 부족한 현실을 고려하여, 비록 공산세력이 아닐지라도 미국과 현 정권을 반대하는 모든 단체나 세력을 규합하여 이들의 힘으로 현 정권을 타도하고 그들의 정권을 수립하는 데 유용한 전술로 활용하려는 시도를 한다. 이는 다음과 같은 7가지 원칙으로 세분화된다.
1. 하층 통일전선을 위주로 하되 상층 통일전선을 유기적으로 결합
2. 낮은 형태의 공동투쟁에서 높은 형태의 공동투쟁으로, 부분적인 연합으로부터 전반적인 연합 실현
3. 전략적 동맹대상과 전술적 동맹대상을 엄격히 구별하여 양자와 적절히 연합
4. 통일전선 대상이 보잘것없이 영세한 역량이라 할지라도 무시하지 않고 한사람이라도 더 쟁취
5. 정세변화에 따라 조성된 여건에 맞게 신축성 있게 적응
6. 반미·반파쇼 민주화운동에 적극적인 사람은 과거를 불문하고 포섭
7. 지하당 사업과 통일전선 사업을 엄격히 분리하여 공작

조선로동당 통일전선부가 이러한 통일전선의 실질적인 수행 기관이다.

## 같이 보기
- 유럽공산주의
- 좌파공산주의
- 인민 전선